# David Morril
David Lawrence Morril (10 de junho de 1772 - 28 de janeiro de 1849) foi um político, advogado, médico e ministro americano. Ele atuou como Senador dos Estados Unidos pelo estado de Nova Hampshire de 1817 a 1823, e foi o décimo governador de Nova Hampshire, exercendo o cargo de 1824 a 1827.